# كأس التحدي الإسكتلندي 1992–93
كأس التحدي الإسكتلندي 1992–93 (بالإنجليزية: 1992–93 Scottish Challenge Cup)‏ هو موسم من كأس التحدي الإسكتلندي ‏. كان عدد الأندية المشاركة فيه 26، وفاز فيه هاميلتون أكاديميكال.